# لرین فرانکو
لِرین فرانکو (به اسپانیایی: Leryn Dahiana Franco Steneri) (زاده ۱ مارس ۱۹۸۲ در آسونسیون) یک مانکن و ورزشکار اهل پاراگوئه است. تخصص او پرتاب نیزه است و بهترین پرتاب او ۵۷٫۷۷ متر است که در ژوئن ۲۰۱۲ در باکوئیسیمتو به دست آمده‌است. او در المپیک پکن در رتبه پنجاه و یکم ایستاد. فرانکو زمانی معروف شد که عکس او به عنوان مدل مایوی مجله ورزشی معروف اسپرتس ایلاستریتد منتشر شد و قرارداد هم با شرکت نایک امضا کرد. در سال ۲۰۰۶، در مسابقات ملکه زیبایی پاراگوئه مقام دوم را به دست آورد.